# Philotarsopsis guttatus
Philotarsopsis guttatus är en insektsart som först beskrevs av Tillyard 1923.  Philotarsopsis guttatus ingår i släktet Philotarsopsis och familjen gluggmärkestövsländor. Inga underarter finns listade i Catalogue of Life.